# I Love Belarus
«I Love Belarus» (рус. Я люблю Беларусь) — песня белорусской певицы Анастасии Винниковой, с которой она представляла Белоруссию на конкурсе песни «Евровидение 2011». Песня не прошла в финальную часть конкурса, заняв 14-е место в полуфинале с 45-ю баллами.

## История создания
В начале февраля Белтелерадиокомпания объявила о начале отбора представителя Беларуси на конкурс песни «Евровидение 2011». В конце февраля было объявлено, что в конкурсную комиссию пришло 29 заявок из Белоруссии и стран ближнего и дальнего зарубежья и из них было отобрано 22 претендента. Тем не менее какого-либо «народного голосования» не проводилось, победитель был выбран фокус-группой, в состав которой вошли представители государственных телеканалов: БТ, Лад, ОНТ и СТВ. Победителем была названа Анастасия Винникова с песней «Born in Bielorussia» (рус. Рождённая в Белоруссии) (иногда также обозначалась, как «Born in Byelorussia» или «Born in Belorussia»). Музыка Евгения Олейника, слова Евгения Олейника и Виктора Руденко. Эта же песня, незадолго до отбора на «Евровидение», принимала участие в третьем сезоне телевизионного шоу «Музыкальный суд» на канале ОНТ, где не прошла в финал и была названа «похожей на группу Чингисхан».
В белорусском сегменте интернета такой выбор песни для «Евровидения» вызвал резко негативную реакцию. В основном претензии сводились к обозначению страны, как «Bielorussia» (Белоруссия) вместо официального названия — Belarus (Беларусь). Один из авторов песни Виктор Руденко пояснил, что в песне «троллинговый текст» и она писалась как ностальгия по БССР в духе «Рождённый в СССР» Юрия Шевчука и не предназначалась для Евровидения, почему же фокус-группа отобрала именно эту песню, он не знает. Другой автор текста Евгений Олейник также отметил, что не знает по каким критериям проходил отбор, а песню назвал «ироничной». Через некоторое время на сайте YouTube появилась видеозапись, на которой Анастасия Винникова исполняет эту песню на концертном вечере «Золотой глобус переводческого факультета» в МГЛУ в мае 2010 года, а по правилам конкурса, она не должна была исполняться ранее. Песня была спешно переписана, новая версия получила название «I am Belarusian» (рус. Я — белоруска), музыка Евгения Олейника, слова Евгения Олейника и Светланы Гераськовой.
В середине марта стало известно, что песня будет переделана ещё раз. На этот раз изменён будет не только текст, но и музыка. Новая песня получила название — «I Love Belarus», за авторством Евгения Олейника и Светланы Гераськовой. Сначала белорусские блогеры, а затем и российский музыкальный критик Артур Гаспарян отметили, что песня может быть плагиатом, так как напоминает песню «Гуляй, мужик!» группы Сектор Газа. Google на основе статистики поисковых запросов интернет-пользователей определил песню на 6-е место среди других песен конкурса. В сам же вечер полуфинала в тренды Twitter вышли хештеги #Wit-Rusland и #Belarus. Тем не менее песня не прошла в финал конкурса, заняв лишь 14-е место в полуфинале с 45-ю баллами.
На следующий день во время рабочей поездки в Витебскую область президент Белоруссии Александр Лукашенко заявил:

«Да, мы им [Западу] не нравимся, потому что они чувствуют в нас конкурентов — не нравится. И будут душить, душить по всем направлениям. На „Евровидении“ будут душить, как вчера эту девчонку. Ну, молодец! Совпало всё: и поведение, и лицо, и песня. Она спела гимн Беларуси. Кто же её пропустит с гимном Беларуси?»
Записаны также русская и белорусская версии песни.